# Рурська операція

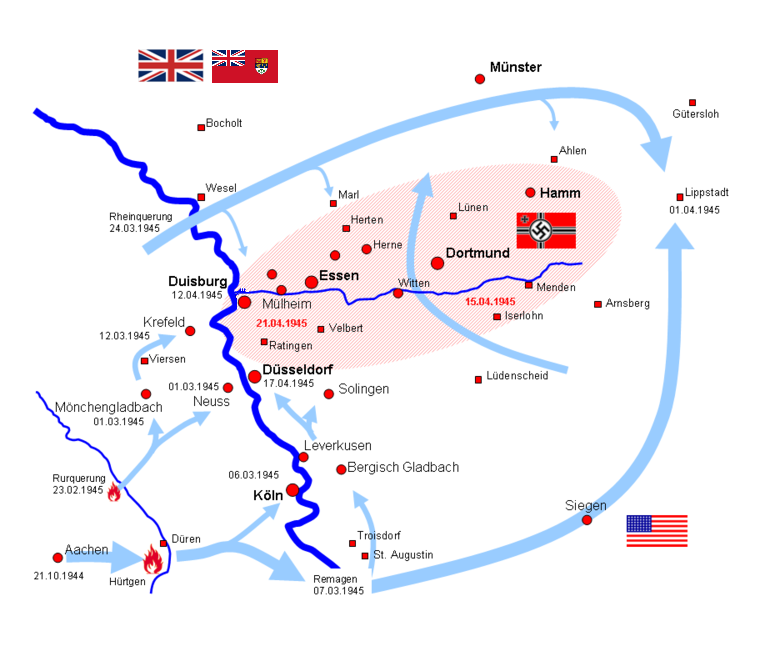
Карта проведення операції з оточення німецьких військ

Рурська операція або Рурський мішок (англ. Ruhr Pocket) — стратегічна наступальна операція західних союзників з оточення великого угруповання німецького Вермахту на території Західної Німеччини наприкінці Другої світової війни.
Метою Рурської операції було оточення та знищення останнього великого угруповання німецьких військ на західному фронті. Рейнсько-Рурський регіон був найважливішим військово-промисловим районом Німеччини і його втрата викликала важкі наслідки для вермахту. Здебільшого розгром німецької групи армій «В» генерал-фельдмаршала Вальтера Моделя призвів до краху всього німецького Західного фронту, організований опір припинився, в результаті чого союзні армії були здатні швидко просуватися на схід, стикаючись лише з незначним опором німців в окремих місцях.
Рурська операція є найбільшою операцією на оточення з усіх, що проводилися англо-американськими військами на західному фронті Другої світової війни.